# Rugby Roma Olimpic 2001-2002

## Super 10 2001-02

### Stagione regolare
| Incontro                               | Andata | Ritorno |
| -------------------------------------- | ------ | ------- |
| Rugby Roma Olimpic — GRAN Parma        | 22-21  | 8-12    |
| Viadana — Rugby Roma Olimpic           | 26-8   | 35-23   |
| Rugby Roma Olimpic — Rovigo            | 28-24  | 14-54   |
| Benetton — Rugby Roma Olimpic          | 61-5   | 43-24   |
| Rugby Roma Olimpic — Parma             | 28-23  | 44-51   |
| Rugby Roma Olimpic — Petrarca          | 9-36   | 24-29   |
| L’Aquila — Rugby Roma Olimpic          | 28-11  | 27-32   |
| Rugby Roma Olimpic — Bologna           | 13-22  | 19-17   |
| Amat. & Calvisano — Rugby Roma Olimpic | 44-13  | 39-5    |

#### Risultati della stagione regolare
| Posizione | G  | V | N | P  | PF  | PS  | DP   | B | Pt |
| --------- | -- | - | - | -- | --- | --- | ---- | - | -- |
| 9ª        | 18 | 5 | 0 | 13 | 330 | 592 | -262 | 7 | 27 |

## European Challenge Cup 2001-02

### Prima fase
| Incontro                         | Andata | Ritorno |
| -------------------------------- | ------ | ------- |
| Sale Sharks — Rugby Roma Olimpic | 93-0   | 62-17   |
| Rugby Roma Olimpic — Connacht    | 10-20  | 13-61   |
| Narbonne — Rugby Roma Olimpic    | 40-0   | 33-17   |

#### Risultati della prima fase
| Posizione | G | V | N | P | PF | PS  | DP   | Pt |
| --------- | - | - | - | - | -- | --- | ---- | -- |
| 4ª        | 6 | 0 | 0 | 6 | 57 | 298 | -241 | 0  |

## Verdetti
- Rugby Roma Olimpic qualificata alla European Challenge Cup 2002-03.